# 니콜라에 티모프티
니콜라에 티모프티(루마니아어: Nicolae Timofti, 문화어: 니꼴라이 찌모프띠, 1948년 12월 22일 ~ )는 몰도바의 정치인이자 변호사로, 치안판사 최고회의 의장이다. 소비에트 연방, 몰도바 소비에트 사회주의 공화국, 치우툴레슈티(Ciutulești)에서 태어났다. 2012년 3월 16일, 몰도바 의회에서 대통령으로 당선되었다.

## 역대 선거 결과
| 선거명           | 직책명          | 대수 | 정당   | 득표율 | 득표수 | 결과 | 당락 |
| ---------------- | --------------- | ---- | ------ | ------ | ------ | ---- | ---- |
| 2011-2012년 선거 | 몰도바의 대통령 | 5대  | 무소속 | 61.4%  | 62표   | 1위  |      |